# Lawrence Alexander Sidney Johnson
Lawrence Alexander Sidney Johnson AM, auch Lawrie Johnson (* 26. Juni 1925 in Cheltenham, New South Wales; † 1. August 1997 in Sydney), war ein australischer Botaniker. Sein botanisches Autorenkürzel lautet „L.A.S.Johnson“.

## Frühe Jahre
Lawrie Johnson wurde als drittes Kind des Buchhalters Algernon Sidney Johnson und seiner Frau, Emily Margaret Johnson (geb. Manson), geboren. Er besuchte Schulen in Sydney und Parramatta und interessierte sich früh für Naturwissenschaften, zunächst für Chemie.
1941 begann er ein Botanikstudium an der Universität Sydney, in dessen Verlauf er an der taxonomischen Revision der Kasuarinengewächse beteiligt war. 1948 schloss er sein Studium ab.

## Berufsleben
Gleich nach dem Abschluss seines Studiums trat Johnson in die Dienste des National Herbarium of New South Wales, einer Abteilung der Royal Botanic Gardens in Sydney, ein. Er war vornehmlich mit der Klassifizierung der dortigen Pflanzensammlung beschäftigt, begann mit einer Zusammenstellung der Flora von New South Wales und machte sich so einen Namen als systematischer Botaniker.
1962 wurde er für ein Jahr als Australian Botanical Liaison Officer zu den Royal Botanic Gardens in Kew, London, entsandt. 1968 wurde er zunächst zum stellvertretenden Chefbotaniker und 1972 zum Direktor der Royal Botanic Gardens in Sydney ernannt. Diesen Posten bekleidete er bis zu seiner Pensionierung 1985.
Johnson führte zusammen mit Kenneth D. Hill und Don Blaxell eine Neuordnung der Eucalypteae durch, die er in die Gattungen Eucalyptus (fast 800 Arten), Corymbia (ca. 113 Arten) und Angophora (ca. 15 Arten) einteilte. Er untersuchte die Ordnung der Myrtenartigen und die Familie der Myrtengewächse, insbesondere in Hinsicht auf ihre Blütenstände und ihre DNA. Nach seiner Pensionierung setzte er seine Arbeit bei der Erstellung einer Flora of New South Wales 1990–1993 fort.
Insgesamt beschrieb Johnson zusammen mit seinen Kollegen vier neue Familien von Gefäßpflanzen, 33 neue Gattungen und 286 neue Arten (einschließlich der nach seinem Tode veröffentlichten). Er ordnete 395 Arten neu ein.

## Familienleben
Am 18. November 1950 heiratete Lawrie Johnson Merle Margaret Asta Hodge, eine Kommilitonin, die er im ersten Semester seines Studiums kennenlernte, die aber ihre Studien nicht fortsetzte. Sie hatten miteinander fünf Kinder, Christopher, Sylvia, Nicholas, Quentin und Alexander, von denen allerdings keines dem Vater im Beruf nachfolgte.

## Späte Jahre und Tod
Johnson beriet nach seiner Pensionierung den Royal Botanic Gardens Trust und arbeitete für das Council of the Linnean Society of New South Wales und etliche andere botanische Organisationen, wie die International Association for Plant Taxonomy.
Seine letzte Reise führte er im Januar 1997 zu einem Treffen der Southern Connections über Biota  in der südlichen Hemisphäre in Valdivia in Chile mit einer wochenlangen Exkursion in den Anden durch. Wenige Tage nach seiner Rückkehr wurde bei ihm ein Gehirntumor diagnostiziert, an dem er am 1. August 1997 verstarb.

## Ehrungen
- 1971 erhielt er die Doktorwürde der Universität Sydney.
- 1979 wurde ihm die Clarke-Medaille der Royal Society of New South Wales verliehen.
- 1983 wurde er für seine Verdienste um die Wissenschaft der Botanik als Direktor der Royal Botanic Gardens in Sydney zum Member des Order of Australia ernannt.[1]
- Verschiedene Pflanzenarten, z. B. Daphnanda johnsonii, wurden nach ihm benannt.[2]

## Werke (Auswahl)
Systematic studies in the eucalypts. 7. A revision of the bloodwoods, genus Corymbia (Myrtaceae) in Telopea, Volume 6 (2–3), 1995